# Pont de la piste du palais
Le pont de la piste du palais (en finnois : Palatsinraitin silta) est un pont pour la circulation douce reliant les quartiers Finlayson et Tampella au centre de Tampere en Finlande.

## Présentation
Le pont permet à la piste du palais  de traverser les rapides Tammerkoski.
Les travaux de construction ont commencé en 2009 et le pont en béton armé est ouvert en 2012.
Le pont de la piste du palais a été construit sur le Tammerkoski. 
Le pont est construit au-dessus des structures du barrage qui est reconstruit en même temps.
Du côté de Finlayson, le pont commence dans le parc Wilhelm von Nottbeck. 
Le pont traverse d’abord l’ancien canal du jardin de Finlayson, puis les deux portes d'écluse de la centrale hydroélectrique de Finlayson, qui s’ouvrent sous le pont.
Puis trois vannes anti-inondation se trouvant au milieu du pont, permettent de réguler la surface du lac Näsijärvi afin qu'elle ne puisse dépasser la ligne de crue.
Du côté de Tampella, avant le parc Aleksandra Siltanen, il y a deux autres portes d'écluse pour la centrale hydroélectrique de Tampella, qui sont similaires à celles du côté de Finlayson.
Normalement, les portes de la centrale électrique sont ouvertes et les vannes anti-inondation sont fermées.

## Galerie

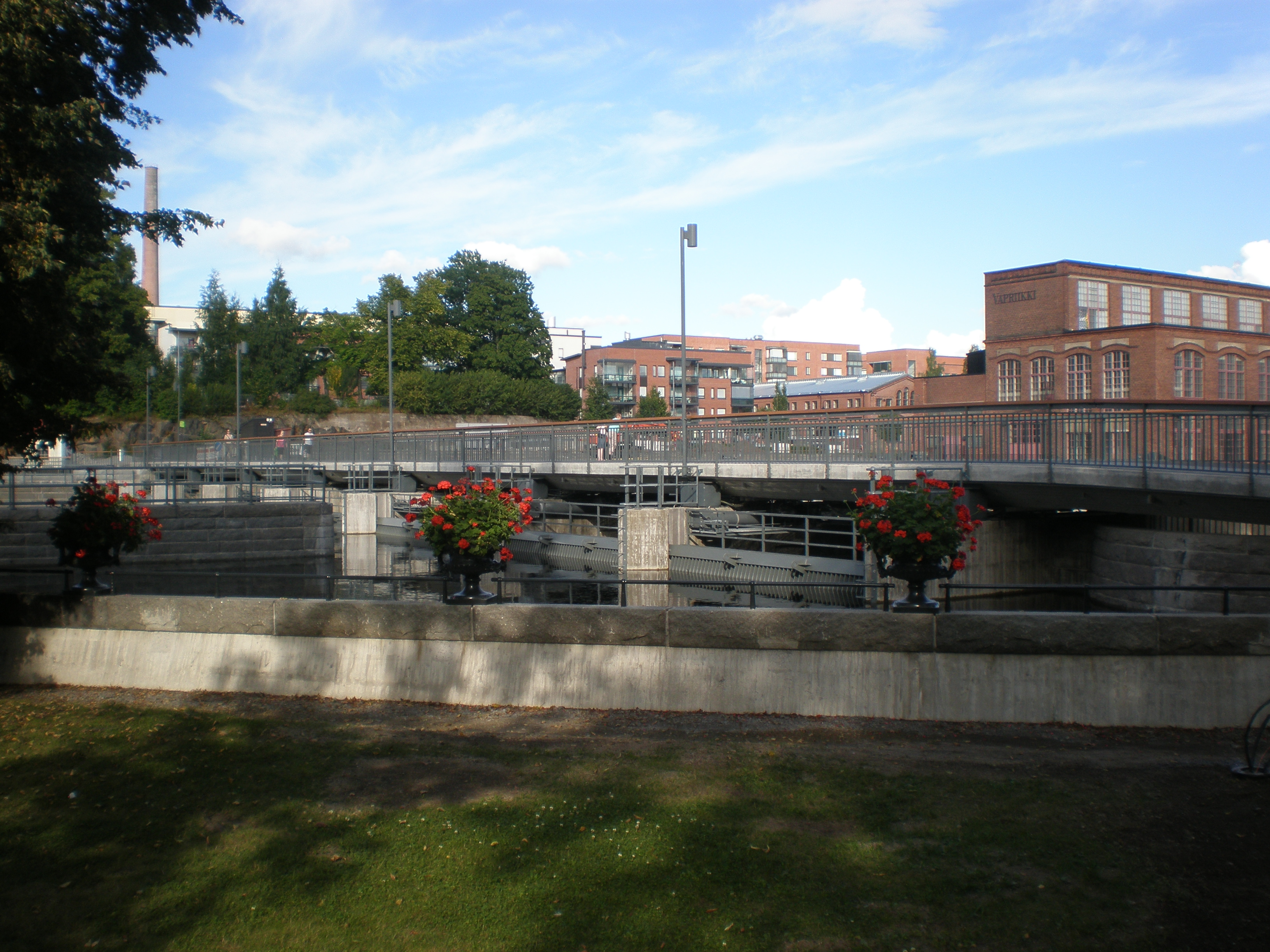
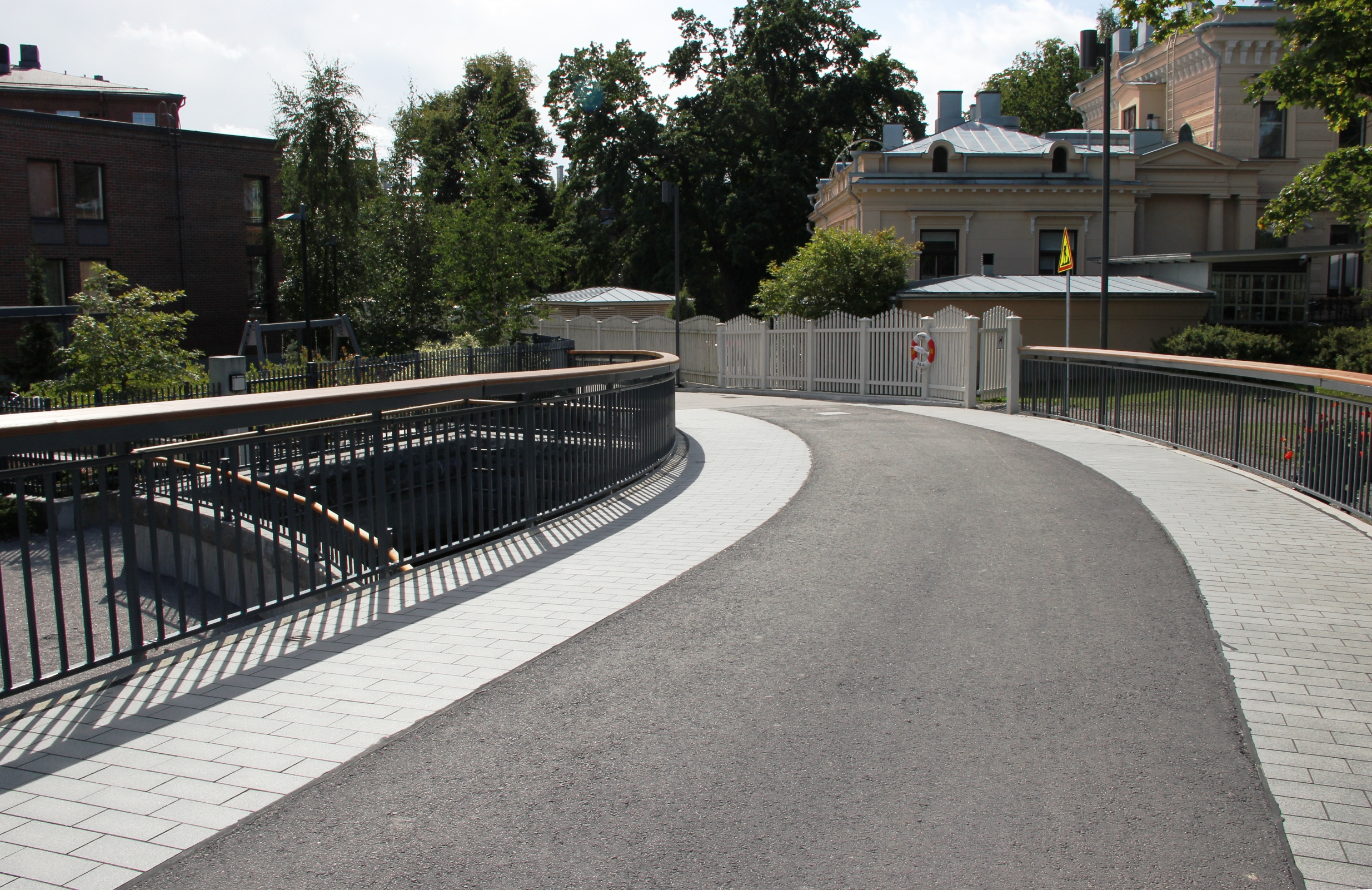
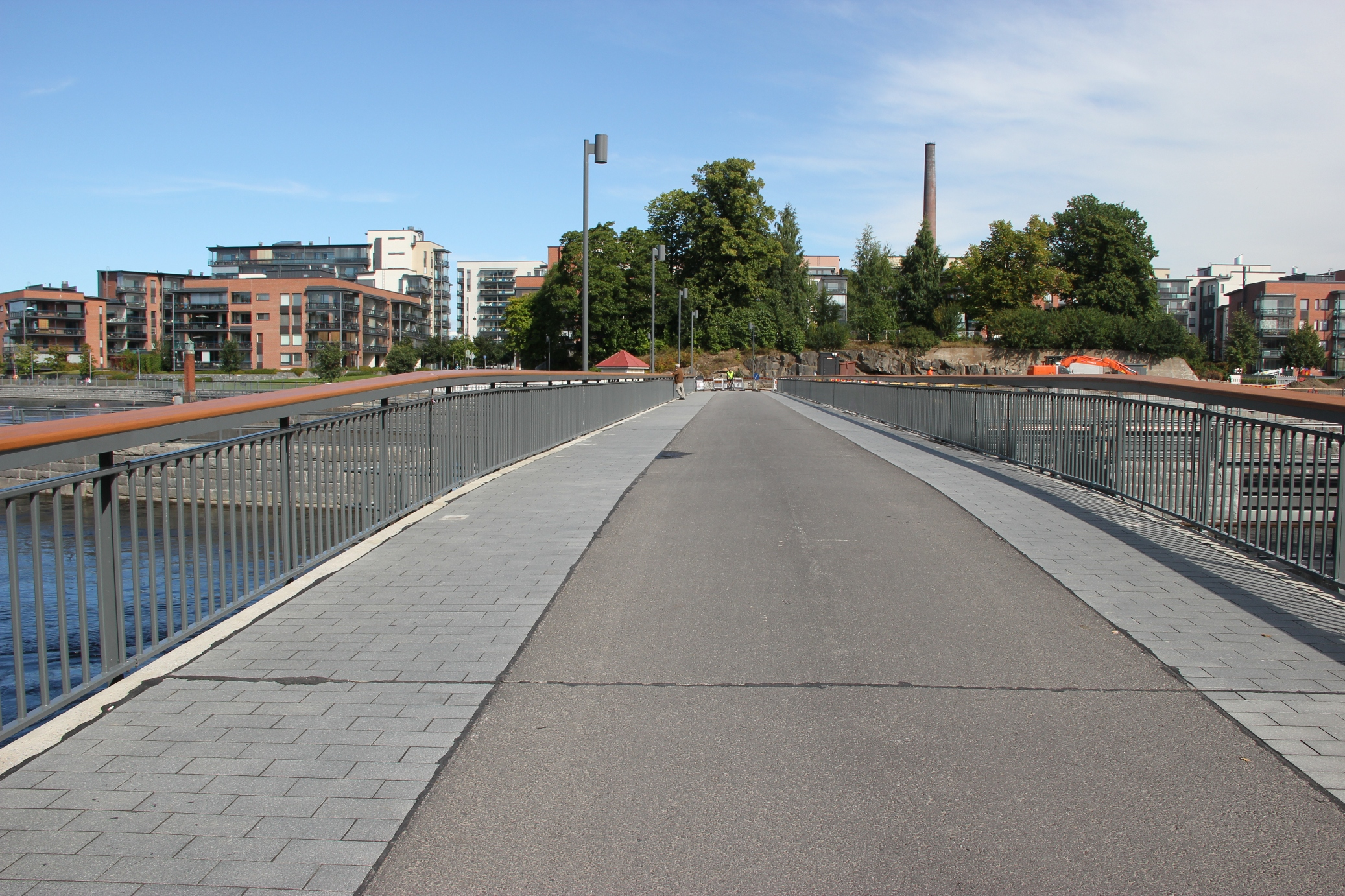
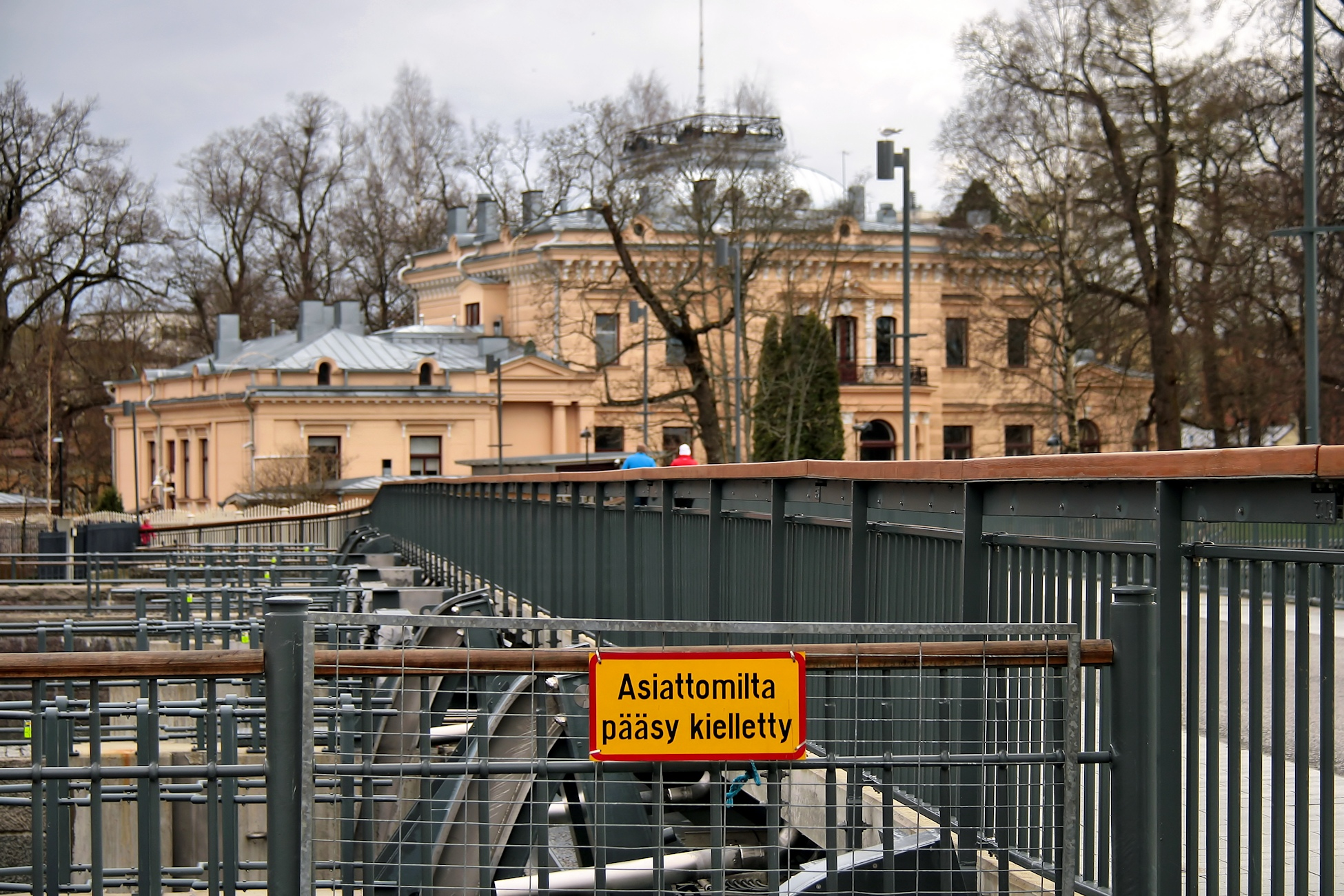
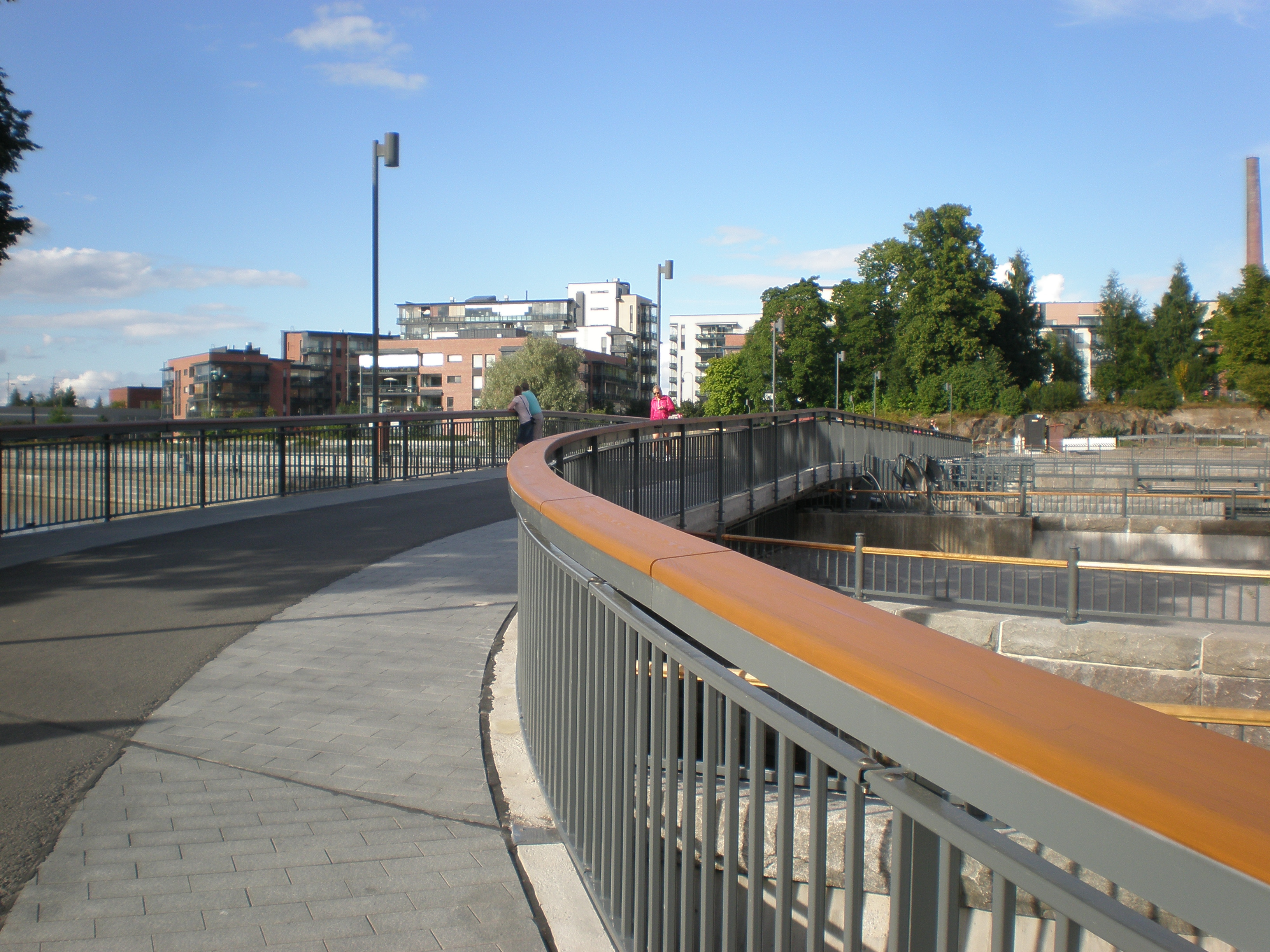
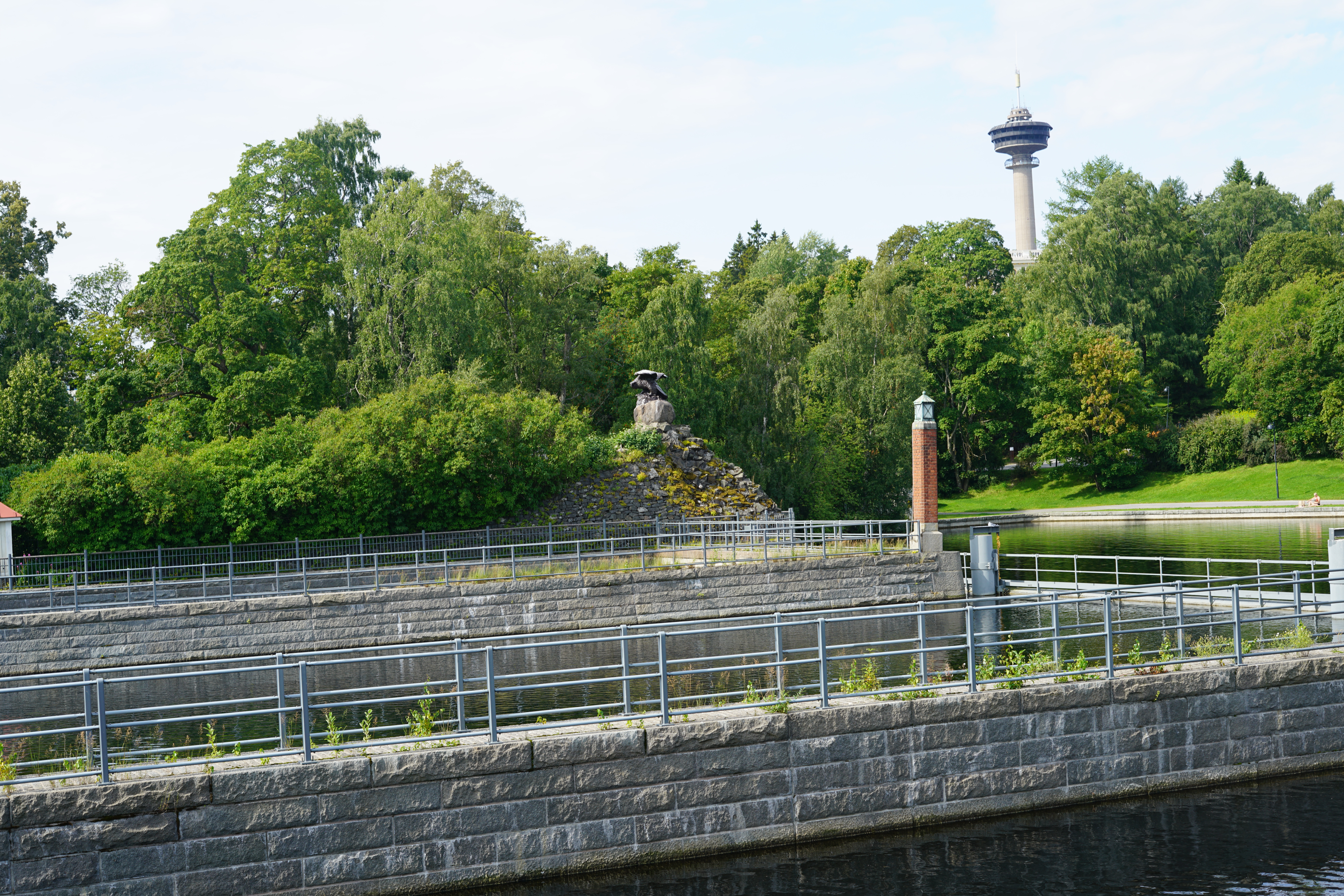
Le pont de la piste du palais et le mémorial de Kotkankallio.